# Falcilla

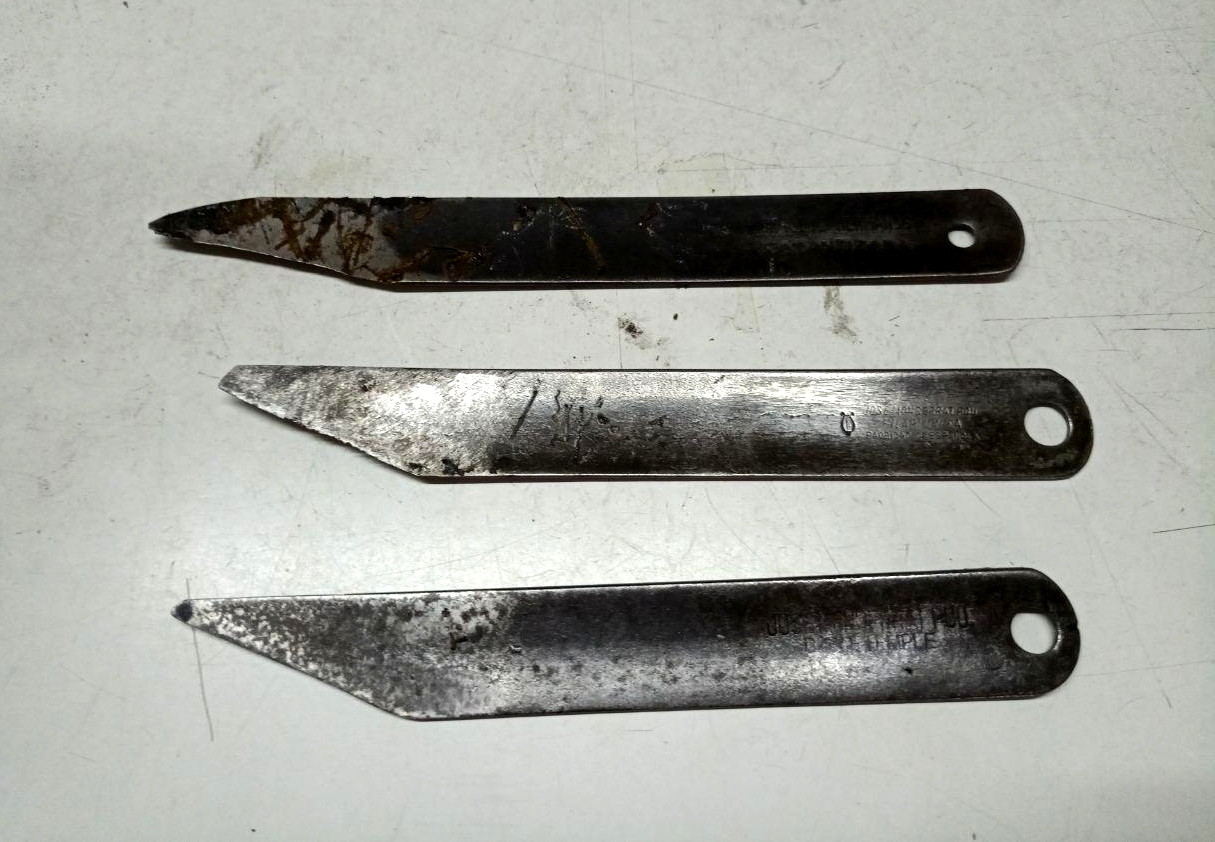
Falcilles

La falcilla és un tipus de ganiveta utilitzada principalment pels sabaters per retallar les vores de les soles de les sabates, per exemple al moment de posar mitges-soles. A part dels sabaters, també l'empren els boters. És un tipus de ganiveta molt usada a Europa que s’assembla al kiridashi japonès.

## Descripció
La falcilla és una ganiveta lleugerament corba, que sol ser d'acer al carboni, amb el tall en biaix amb diferents angles, de 20° (treball fi) i 40° (treball més bast), cada perfil de ganiveta permet un atac diferent del cuir. No té cap mena de mànec pròpiament dit, tan sols té un pseudo-mànec fet amb la mateixa planxa d'acer de la fulla, que té una forma còncava, per tal d'evitar que la fulla es doblegui durant el seu ús. Al final del que seria el mànec hi sol anar estampat el nom del fabricant, però alguns sabaters l'acaben tapant envoltant-lo d'algun tipus de cinta per fer-lo més confortable.

## Història

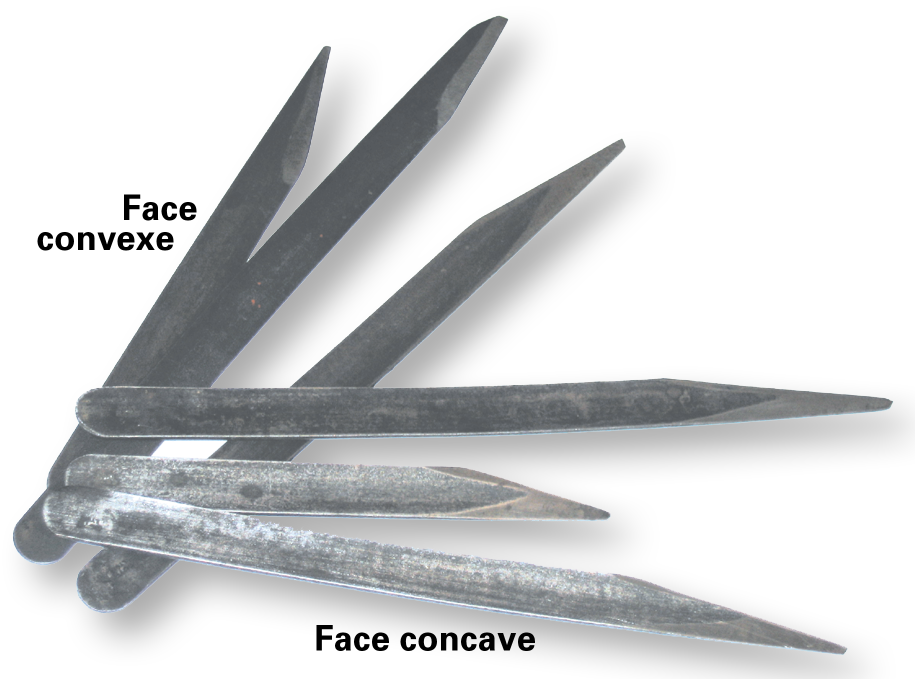
Joc de Falcilles amb diferents angles d'atac

Les falcilles comencen a aparèixer en el costumari humà a partir del moment en què es va haver de tallar cuir o algun altre material una mica gruixut. De fet el terme equivalent en francés «tranchet» també s'utilitza per designar peces de roca tallada del Paleolític, que tenien un tall no polit obtingut per un cop de pedra que separava una única gran ascla.
Joan Corominas, al seu Diccionari Etimològic, documenta les falcilles a l'edat mitjana al Rosselló i a la Catalunya Sud. En certes professions van tenir molt d'èxit i van ser molt populars. Aquesta popularitat ha continuat fins als sabaters d'avui dia, tot i que va minvar el seu ús a partir de la dècada de 1950, amb l'arribada dels cúters i els serveis ràpids de reparació de calçat. Entre els altres oficis que treballen el cuir i que utilitzen les mateixes eines, encara les empren els artesans fabricants de bosses, els fabricants de cinturons i els corretgers.

## Esmolada
Les falcilles cal esmolar-les sovint, segons un procediment tant senzill com efectiu. El procés consta de les fases següents:
- Esmolada. Es fa amb una pedra d'esmolar fina, d'oli o d'aigua. Es tracta de deixar ben fi el cantell. Idealment es pot afinar amb una pedra o mola plana de diamant.
- Assentament del tall. Amb el xeire,[5] una eina d'acer molt dur o de pedra, i amb la falcilla ben fixada en un cargol de banc, primer es neteja el caire de la superfície tallant; i després es va fregant amb força sobre el cantell endavant i enrere fins obtenir l'assentament de l'aresta, comprovant el nivell de tall de tant en tant.

## Xifla
Hi ha una variació de la falcilla anomenada xifla, que és una ganiveta utilitzada pels guanters i pels enquadernadors per aprimar les pells.